# Joncțiune p-n

Formarea unei joncțiuni pn și a regiunii de sarcină spațială

Joncțiunea p-n este regiunea (sau interfața) dintre două tipuri de material semiconductor unul de tip p și altul de tip n în interiorul aceluiași cristal semiconductor.
Partea „p ” (pozitivă) conține un exces de "găuri" (zone cu lipsă de electroni), în timp ce partea „n ” (negativă) conține un exces de electroni în învelișurile exterioare ale atomilor neutri de acolo. Acest lucru permite curentului electric să treacă prin joncțiune doar într-o singură direcție. Joncțiunea pn este creată prin dopare (introducerea unei cantități mici de atomi din materiale care prezintă excedent de electroni sau din contra, lipsă de electroni), de exemplu prin implantarea ionică, difuzia de materiale cu exces de electroni sau de găuri (dopanți) sau prin epitaxie (creșterea unui strat de cristal dopat cu un tip de dopant deasupra unui strat de cristal dopat cu alt tip de dopant). Dacă s-ar folosi două bucăți de material separate, aceasta ar introduce o limită de separație între semiconductori care i-ar inhiba sever utilitatea prin împrăștierea electronilor și a găurilor.

## Procese
Procesele care au loc într-o joncțiune determină proprietățile electrice ale dispozitivelor semiconductoare. Aceste procese sunt influențate de regimul de polarizare a regiunilor.

### 1. În absența unei tensiuni aplicate din exterior

Figura A. O joncțiune p–n în echilibru termic cu tensiune de polarizare zero aplicată. Concentrațiile de electroni și goluri sunt ilustrate cu linii albastre și, respectiv, roșii. Regiunile gri sunt neutre electric. Zona roșu deschis este încărcată pozitiv. Zona albastru deschis este încărcată negativ. Câmpul electric este afișat în partea de jos, forța electrostatică asupra electronilor și golurilor și direcția în care difuzia tinde să miște electronii și golurile. (Curbele de concentrație logaritmice ar trebui să fie de fapt mai netede, cu panta variind în funcție de intensitatea câmpului.)

- o parte din golurile libere ale regiunii p (aflate în zona de vecinătate), difuzează în regiunea n, unde se recombină cu electronii;
- o parte din electronii liberi ai regiunii n (aflați în zona de vecinătate), difuzează în regiunea p, unde se recombină cu golurile.

Prin plecarea golurilor în regiunea n și a electronilor în regiunea p, vor apărea în cele două regiuni sarcini electrice spațiale de semn opus (constituite din acceptori și donori ionizați).
Aceste sarcini electrice creează un câmp electric îndreptat de la semiconductorul de tip n spre semiconductorul de tip p și produc o barieră de potențial care se opune difuziei purtătorilor majoritari, favorizând trecerea prin joncțiune a purtătorilor minoritari.
La echilibru termic:
- curentul de goluri produs prin difuzie este egal cu curentul de goluri produs sub influența curentului electric;
- curentul de electroni produs prin difuzie este egal cu curentul de electroni produs sub influența curentului electric.

Rezultă că într-o joncțiune p–n, fără o tensiune externă aplicată, se ajunge la o condiție de echilibru în care se formează o diferență de potențial peste joncțiune. Această diferență de potențial se numește „potențial încorporat” {\displaystyle V_{\rm {bi}}}.
Regiunile din apropierea interfeței p–n își pierd neutralitatea și majoritatea purtătorilor mobili, formând regiunea de încărcare a spațiului sau stratul de epuizare (vezi figura A).

### 2. Dacă se aplică joncțiunii o tensiune din exterior.

#### Polarizare directă
În polarizarea directă, tipul p de semiconductor este conectat cu terminalul pozitiv și tipul n de semiconductor este conectat cu terminalul negativ. Această configurație face ca găurile din regiunea de tip p și electronii din regiunea de tip n să fie împinse spre joncțiune și să înceapă să neutralizeze zona de epuizare, reducându-i lățimea. Potențialul pozitiv aplicat materialului de tip p respinge găurile, în timp ce potențialul negativ aplicat materialului de tip n respinge electronii. Modificarea potențialului dintre latura p și latura n scade sau schimbă semnul. Odată cu creșterea tensiunii de polarizare directă, zona de epuizare devine în cele din urmă suficient de subțire încât câmpul electric al zonei să nu poată contracara mișcarea purtătorului de sarcină de-a lungul joncțiunii p–n, ceea ce, în consecință, reduce rezistența electrică. Electronii care traversează joncțiunea p–n în materialul de tip p (sau găurile care traversează materialul de tip n) difuzează în regiunea neutră din apropiere. Cantitatea de difuzie minoritară în zonele aproape neutre determină cantitatea de curent care poate trece prin diodă.
Doar purtătorii majoritari (electroni în material de tip n sau găuri în tip p') pot trece printr-un semiconductor pentru o lungime macroscopică. Având în vedere acest lucru, luați în considerare fluxul de electroni prin joncțiune. Polarizarea directă provoacă o forță asupra electronilor împingându-i din partea N către partea P. Cu polarizarea directă, regiunea de epuizare este suficient de îngustă încât electronii pot traversa joncțiunea și pot injecta în materialul de tip p. Cu toate acestea, ei nu continuă să curgă prin materialul de tip p la infinit, deoarece este favorabil din punct de vedere energetic pentru ei să se recombine cu găuri. Lungimea medie pe care o parcurge un electron prin materialul de tip p înainte de recombinare se numește lungimea difuziei și este de obicei de ordinul micrometrilor.
Deși electronii pătrund doar la mică distanță în materialul de tip p, curentul electric continuă neîntrerupt, deoarece găurile (purtătorii majoritari) încep să curgă în direcția opusă. Curentul total (suma curenților de electroni și de găuri) este constant în spațiu, deoarece orice variație ar provoca acumularea de sarcină în timp (aceasta este legea curentă a lui Kirchhoff). Fluxul găurilor din regiunea de tip p în regiunea de tip n este exact analog cu fluxul de electroni de la N la P (electronii și găurile schimbă rolurile și semnele tuturor curenților și tensiunilor sunt inversate).
Prin urmare, imaginea macroscopică a fluxului de curent prin diodă implică electroni care curg prin regiunea de tip n către joncțiune, găuri care curg prin regiunea de tip p în direcția opusă către joncțiune și cele două specii de purtători recombinându-se constant în vecinătatea joncțiunii. Electronii și găurile călătoresc în direcții opuse, dar au și sarcini opuse, astfel încât curentul total este în aceeași direcție pe ambele părți ale diodei, după cum este necesar.
Ecuația diodei Shockley, sau legea diodei, numită după co-inventatorul tranzistorului William Shockley de la Bell Telephone Laboratories, modelează caracteristicile operaționale de polarizare directă ale unei joncțiuni p–n în afara regiunii de avalanșă (conductoare polarizată invers).
{\displaystyle I=I_{\mathrm {S} }\left(e^{\frac {V_{\text{D}}}{nV_{\text{T}}}}-1\right)}
unde
I este curentul diodei,
IS este curentul de saturație de polarizare inversă (sau curentul de scară),
VD este tensiunea pe diodă,
VT  este tensiunea termoelectromotoare kT/q ( constantă lui Boltzmann ori temperatura împărțită la sarcina electronului) și
n este factorul de idealitate, cunoscut și ca factor de calitate sau uneori coeficient de emisie.

#### Polarizare inversă
Conectarea regiunii de tip p la borna negativă a sursei de tensiune și a regiunii de tip n la borna pozitivă corespunde polarizării inverse. Dacă o diodă este polarizată invers, tensiunea la catod este comparativ mai mare decât la anod. Prin urmare, curge foarte puțin curent până când dioda se defectează. Conexiunile sunt ilustrate în diagrama alăturată.
Deoarece materialul de tip p este acum conectat la terminalul negativ al sursei de alimentare, „găurile” din materialul de tip p sunt îndepărtate de joncțiune, lăsând în urmă ioni încărcați și provocând creșterea lățimii regiunii de epuizare. De asemenea, deoarece regiunea de tip n este conectată la terminalul pozitiv, electronii sunt îndepărtați de joncțiune, cu efect similar. Acest lucru crește bariera de tensiune provocând o rezistență ridicată la fluxul purtătorilor de sarcină, permițând astfel curentului electric minim să traverseze joncțiunea p–n. Creșterea rezistenței joncțiunii p–n are ca rezultat joncțiunea să se comporte ca un izolator.
Puterea câmpului electric al zonei de epuizare crește pe măsură ce tensiunea de polarizare inversă crește. Odată ce intensitatea câmpului electric crește dincolo de un nivel critic, zona de epuizare a joncțiunii p–n se defectează și curentul începe să curgă, de obicei fie prin proces de străpungere Zener, fie prin avalanșă. Ambele procese de străpungere sunt nedistructive și sunt reversibile, atâta timp cât cantitatea de curent care curge nu atinge niveluri care să provoace supraîncălzirea materialului semiconductor și să provoace daune termice.
Acest efect este folosit în avantaj în circuitele regulatoare cu diode Zener. Diodele Zener au o tensiune de avarie scăzută. O valoare standard pentru tensiunea de străpungere este de exemplu 5,6 V. Aceasta înseamnă că tensiunea la catod nu poate fi cu aproximativ 5,6 V mai mare decât tensiunea la anod (deși există o ușoară creștere cu curentul), deoarece dioda se defectează și, prin urmare, conduc, dacă tensiunea devine mai mare. Acest lucru, de fapt, limitează tensiunea pe diodă.
O altă aplicație a polarizării inverse sunt diodele Varicap, în care lățimea zonei de epuizare (controlată cu tensiunea de polarizare inversă) modifică capacitatea diodei. 

## Clasificare
- O joncțiune se obține sub forma unui monocristal semiconductor (de germaniu sau de siliciu) prin diverse procedee.
- Clasificarea joncțiunilor după procedeul de realizare:
  - Joncțiune prin aliere
  - Joncțiune prin difuzie (joncțiune difuzată)
  - Joncțiune prin creștere epitaxială

## Procedee tehnologice
- Procedeele tehnologice utilizate pentru obținerea materialelor semiconductoare pot fi utilizate și la realizarea joncțiunilor înlocuind materialul semiconductor intrinsec cu un material semiconductor impurificat convenabil.

- Procedeul de aliere

- Procedeul de difuzie
  - - prin tehnologie planară
  - - prin tehnologie mesa
  - - prin combinația acestora cu tehnologie epitaxială

- Procedeul de creștere epitaxială
  - - prin tehnologie epitaxială